# Manuel Cuervo López
Manuel Cuervo López, O.P., (Cornellana, Asturias, 5 de septiembre de 1894 - Salamanca, 26 de octubre de 1970) fue un sacerdote, fraile dominico, catedrático, filósofo y teólogo español.

## Biografía
Nació en Cornellana (Asturias) en 1894. En 1909, a los 15 años, ingresa en la Orden de Predicadores en el Convento de Corias (Asturias), donde hace la profesión solemne el 4 de octubre de 1910. Dos de sus hermanos también ingresarán en la Orden de Santo Domingo. Uno de ellos, Fr. José Cuervo López, O.P., llegó a ser Provincial de la Provincia dominica de España.
Entre 1910 y 1914 realiza sus estudios de Humanidades y de Filosofía en el Convento de Corias, trasladándose al Convento de San Esteban de Salamanca para realizar allí sus estudios de Teología entre 1914 y 1919. Fue ordenado sacerdote el 17 de junio de 1917. En 1919 es enviado a continuar sus estudios en el Colegio internacional Angelicum (actual Universidad Pontificia de Santo Tomás de Aquino) de Roma, donde tuvo como profesores a Reginald Garrigou-Lagrange, O.P., a R. Shultes, O.P., y a Édouard Hugon, O.P., entre otros. Inicialmente se pensó en destinarle a los estudios de derecho canónico, pero finalmente se le ordenó profundizar en estudios filosóficos y teológicos. En 1922 obtuvo el doctorado en Sagrada Teología con la máxima calificación. Antes de regresar a España realiza estancias de estudio e investigación en diversos centros universitarios de Italia, Suiza, Bélgica y Francia. 
Entre 1922 y 1927 ejerce como profesor de Filosofía en el Convento de Corias. Entre 1927 y 1934 se le confía la cátedra de Teología dogmática en el Convento de San Esteban de Salamanca. En 1934 abandona Salamanca y se traslada a Oviedo. Su Orden había recibido el encargo de regentar dos cátedras en el Seminario Diocesano de Oviedo, por lo que se le confía una de ellas al P. Cuervo. Con todo, su docencia en aquel centro sólo duró tres días, pues con el estallido de la Revolución de Octubre el edificio del seminario fue desalojado e incendiado. El P. Cuervo tuvo que regresar de nuevo a San Esteban de Salamanca, donde se hizo cargo otra vez de la cátedra de Teología dogmática. En 1943 es nombrado profesor ordinario de la Universidad Pontificia de Salamanca. Ejercerá la docencia ininterrumpidamente en el Convento de San Esteban de Salamanca desde 1934 hasta 1952, y en la Universidad Pontificia de Salamanca desde 1943 hasta 1964.
Se especializó en la Teología dogmática, que le permitía sacar a la luz su vena metafísica. Dentro de la Teología dogmática se especializó en mariología. Colaboró en la creación de la revista Estudios Marianos, en la que colaboró asiduamente, igual que en otras revistas de prestigio: La Ciencia Tomista, Salmanticensis, La Vida Espiritual, etc. 
Murió en Salamanca el 26 de octubre de 1970. 
Perteneció a la estirpe de dominicos estrictamente tomistas que se formó en torno al Convento de San Esteban de Salamanca en la primera mitad del siglo XX, junto a los padres Guillermo Fraile, Victorino Rodríguez, Vicente Beltrán de Heredia, Teófilo Urdánoz, Santiago Ramírez, Alonso Lobo, Antonio Royo Marín, Aniceto Fernández Alonso, Venancio Diego Carro, Francisco Pérez Muniz, etc.

## Participación en Congresos Internacionales
Tomó parte en el Congreso Internacional del VII Centenario de la Universidad de Salamanca (1954), en el Congreso Internacional Mariano de Roma (1954) -en representación de la Universidad Pontificia de Salamanca-, en el Congreso Eucarístico Nacional de Granada (1957), en la Asamblea Internacional de Fátima (1951), en la Asamblea Internacional de Salamanca (1959), en la Asamblea Internacional de La Coruña (1960) y en el Congreso del Rosario de Valladolid (1966).

## Aportaciones
En el campo de la Sagrada Teología fue el primero en defender -como experto en mariología- la distinción específica in esse moris de la gracia de María respecto de la gracia de los demás hombres. Esta tesis fue bien acogida, en general, por los mariólogos de todas las naciones.

## Distinciones y reconocimientos
- Miembro de la Sociedad Mariológica Española.

- Socio ordinario de la Pontificia Academia Internacional Mariana y de la Inmaculada.

El año de su muerte, 25 de sus discípulos, incluidos Álvaro Huerga, O.P., y Abelardo Lobato, O.P., le dedicaron un volumen de estudios filosóficos y teológicos titulado Miscelánea Manuel Cuervo López (Salamanca, 1970). 

## Obras

### Libros:
- La inhabitación de la Trinidad en toda alma en gracia, según Juan de Santo Tomás (Salamanca, 1946).
- Maternidad Divina y Corredención Mariana (1967).
- Santo Tomás en mariología (1968).
- El Postulado de la Maternidad Divina en Mariología (1970).

### Artículos:
- "El argumento de las 'verdades eternas', según Santo Tomás", en: La Ciencia Tomista 37 (1928) 18-34.
- "El deseo natural de ver a Dios y los fundamentos de la apologética inmanentista" en: La Ciencia Tomista 37 (1928) 310-340.
- "El deseo natural de ver a Dios y los fundamentos de la apologética inmanentista" en: La Ciencia Tomista 38 (1928) 332-348.
- "El deseo natural de ver a Dios y los fundamentos de la apologética inmanentista" en: La Ciencia Tomista 39 (1929) 5-36.
- "La teología como ciencia y la sistematización teológica, según San Alberto Magno", en: La Ciencia Tomista 44 (1932) 173-199.
- "El deseo natural de ver a Dios y los fundamentos de la apologética inmanentista" en: La Ciencia Tomista 45 (1932) 289-317.
- "La gracia y el mérito de María en su cooperación en la obra de nuestra salud", en: La Ciencia Tomista 57 (1938) 87-104, 204-223,507-543.

### Boletines:
- "Boletín de Teología dogmática", en: La Ciencia Tomista 40 (1929), 44 (1931), 49 (1934), 51 (1935), 56 (1937).
- "Boletín de literatura agustiniana", en: La Ciencia Tomista 43 (1931).